# Élections sénatoriales de 2001 dans la Marne
Les élections sénatoriales dans la Marne ont lieu le dimanche 23 septembre 2001. Elles ont pour but d'élire les sénateurs représentant le département au Sénat pour un mandat de neuf années.

## Contexte départemental
Lors des élections sénatoriales du 27 septembre 1992 dans la Marne, trois sénateurs ont été élus selon un scrutin majoritaire : Jacques Machet (UDF), Albert Vecten (UDF) et Jean Bernard (RPR).
Depuis, tous les effectifs du collège électoral des grands électeurs ont été renouvelés, avec les élections législatives de 1997 dans la Marne, les élections européennes de 1999, les élections régionales françaises de 1998, les élections cantonales de 1998 et 2001 et les élections municipales françaises de 2001.

## Sénateurs sortants
| Sénateur | Sénateur       | Parti | Fonctions lors de l'élection en 1992           |
| -------- | -------------- | ----- | ---------------------------------------------- |
|          | Jacques Machet | UDF   | Sénateur sortant                               |
|          | Albert Vecten  | UDF   | Sénateur sortant, président du conseil général |
|          | Jean Bernard   | RPR   | Conseiller général                             |

## Présentation des listes et des candidats
Les nouveaux représentants sont élus pour une législature de 9 ans au suffrage universel indirect par les 1535 grands électeurs du département. Le nombre de sénateurs reste inchangé, 3 sénateurs sont à élire. 
Neuf listes sont présentes.

### Lutte ouvrière
| N° | Candidats | Candidats           | Parti | Principale fonction |
| -- | --------- | ------------------- | ----- | ------------------- |
| 01 |           | Michel Gigerich     | LO    |                     |
| 02 |           | Hélène Halbin       | LO    |                     |
| 03 |           | Abdellatif Bouallou | LO    |                     |

### Parti socialiste et alliés
| N° | Candidats | Candidats           | Parti | Principale fonction                                                                |
| -- | --------- | ------------------- | ----- | ---------------------------------------------------------------------------------- |
| 01 |           | Jean-Pierre Bouquet | PS    | Conseiller régional, conseiller général, conseiller municipal de Vitry-le-François |
| 02 |           | Martine Lévêque     | PCF   | Adjointe au maire d'Ay-Champagne                                                   |
| 03 |           | Gérard Berthiot     | PS    | Conseiller municipal de Châlons-en-Champagne                                       |

### Les Verts
| N° | Candidats | Candidats       | Parti | Principale fonction |
| -- | --------- | --------------- | ----- | ------------------- |
| 01 |           | Patrick Bourlon | Verts |                     |
| 02 |           | Viviane Orban   | Verts |                     |
| 03 |           | Daniel Vangasse | Verts |                     |

### Parti radical de gauche
| N° | Candidats | Candidats             | Parti | Principale fonction |
| -- | --------- | --------------------- | ----- | ------------------- |
| 01 |           | Christian Jubin-Walle | PRG   |                     |
| 02 |           | Christine Waty        | PRG   |                     |
| 03 |           | Jackie Bleux          | PRG   |                     |

### Divers droite
| N° | Candidats | Candidats       | Parti | Principale fonction                                                    |
| -- | --------- | --------------- | ----- | ---------------------------------------------------------------------- |
| 01 |           | Annette Laurent | DVD   | Conseillère régionale, conseillère municipale de Saint-Jean-sur-Moivre |
| 02 |           | Patrick Chadeau | DVD   |                                                                        |
| 03 |           | Denise Gonet    | DVD   | Adjointe au maire du Mesnil-sur-Oger                                   |

### Union de la droite
| N° | Candidats | Candidats           | Parti | Principale fonction                          |
| -- | --------- | ------------------- | ----- | -------------------------------------------- |
| 01 |           | Yves Détraigne      | UDF   | Conseiller général, maire de Witry-lès-Reims |
| 02 |           | Françoise Férat     | UDF   | Conseillère générale, maire de Cuchery       |
| 03 |           | Jean-Claude Étienne | RPR   | Député, président du conseil régional        |

### Front national
| N° | Candidats | Candidats         | Parti | Principale fonction |
| -- | --------- | ----------------- | ----- | ------------------- |
| 01 |           | Pascal Erre       | FN    |                     |
| 02 |           | Elisabeth Foureur | FN    |                     |
| 03 |           | André Jeanson     | FN    |                     |

### Mouvement national républicain
| N° | Candidats | Candidats         | Parti | Principale fonction |
| -- | --------- | ----------------- | ----- | ------------------- |
| 01 |           | Yves Legentil     | MNR   |                     |
| 02 |           | Brigitte Lagrange | MNR   |                     |
| 03 |           | Francis Lanez     | MNR   |                     |

### Union des contribuables français
| N° | Candidats | Candidats                | Parti | Principale fonction |
| -- | --------- | ------------------------ | ----- | ------------------- |
| 01 |           | Marie-Geneviève Desanlis | UCF   |                     |
| 02 |           | Georges Lalouelle        | UCF   |                     |
| 03 |           | Véronique Juguet         | UCF   |                     |

## Résultats
| Tête de liste  | Tête de liste            | Liste          | Voix  | %      | Sièges |
| -------------- | ------------------------ | -------------- | ----- | ------ | ------ |
|                | Yves Détraigne           | UDF-RPR        | 1 022 | 68,54  | 3      |
|                | Jean-Pierre Bouquet      | PS-PCF         | 290   | 19,45  |        |
|                | Annette Laurent          | DVD            | 95    | 6,37   |        |
|                | Patrick Bourlon          | Verts          | 40    | 2,68   |        |
|                | Marie-Geneviève Desanlis | UCF            | 11    | 0,74   |        |
|                | Christian Jubin-Walle    | PRG            | 10    | 0,67   |        |
|                | Pascal Erre              | FN             | 9     | 0,60   |        |
|                | Michel Gigerich          | LO             | 7     | 0,47   |        |
|                | Yves Legentil            | MNR            | 7     | 0,47   |        |
|                |                          |                |       |        |        |
| Inscrits       | Inscrits                 | Inscrits       | 1 535 | 100,00 |        |
| Abstentions    | Abstentions              | Abstentions    | 18    | 1,17   |        |
| Votants        | Votants                  | Votants        | 1 517 | 98,83  |        |
| Blancs et nuls | Blancs et nuls           | Blancs et nuls | 26    | 1,69   |        |
| Exprimés       | Exprimés                 | Exprimés       | 1 491 | 97,13  |        |